# Kasteel Radboud
Kasteel Medemblik of Radboud staat aan de oostkant van de haven van de Noord-Hollandse stad Medemblik. Het kasteel dateert uit 1288.
Kasteel Medemblik is een van de vele kastelen in de provincie Noord-Holland, die gebouwd werden mede in opdracht van Floris V. Het kasteel was een zogenoemde dwangburcht want Floris wilde niet alleen een dam opwerpen tegen de veelvuldige infiltraties in zijn gebied door de Friezen, maar ook steunpunten hebben van waaruit hij de pas onderworpen West-Friezen onder de duim kon houden. Zie: Geschiedenis van West-Friesland. Kasteel Medemblik wordt ook wel Kasteel Radboud genoemd, omdat het volgens de legende zou zijn gebouwd op de funderingen van de burcht van koning Radboud van de Friezen, die volgens de Divisiekroniek (1517) van Cornelius Aurelius in Medemblik zijn koninklijke woonstede zou hebben gehad.
Oorspronkelijk had het kasteel in grote lijnen dezelfde plattegrond als het Muiderslot. Daarvan resteren nog twee woonvleugels, twee vierkante torens en een ronde hoektoren. De rest is in de loop der eeuwen verdwenen, alleen de contouren zijn nog zichtbaar.
Tijdens het Tweede beleg van Medemblik in 1517 werd het kasteel belegerd door de Friese rebellenlegers van Pier Gerlofs Donia (beter bekend onder de naam 'Grutte Pier') en Wijerd Jelckama.
Na 1578 werden er stadswallen aangelegd en verloor het kasteel zijn functie als verdedigingswerk en toevluchtsoord; het raakte in verval. Er heeft nooit een adellijk geslacht gewoond op het kasteel. Van 1890 tot 1897 zijn restauraties uitgevoerd, onder leiding van P.J.H. Cuypers. Kasteel Radboud was van 1889 tot 15 januari 2016 eigendom van de Nederlandse staat en viel destijds onder de Rijksgebouwendienst. Het monument is op 15 januari 2016 overgedragen aan Monumentenbezit.
Op 4 september 1939 werd Rembrandts schilderij De Nachtwacht hier tijdelijk in veiligheid gebracht, voordat het in mei 1940 naar een bunker in de duinen bij Castricum verhuisde.

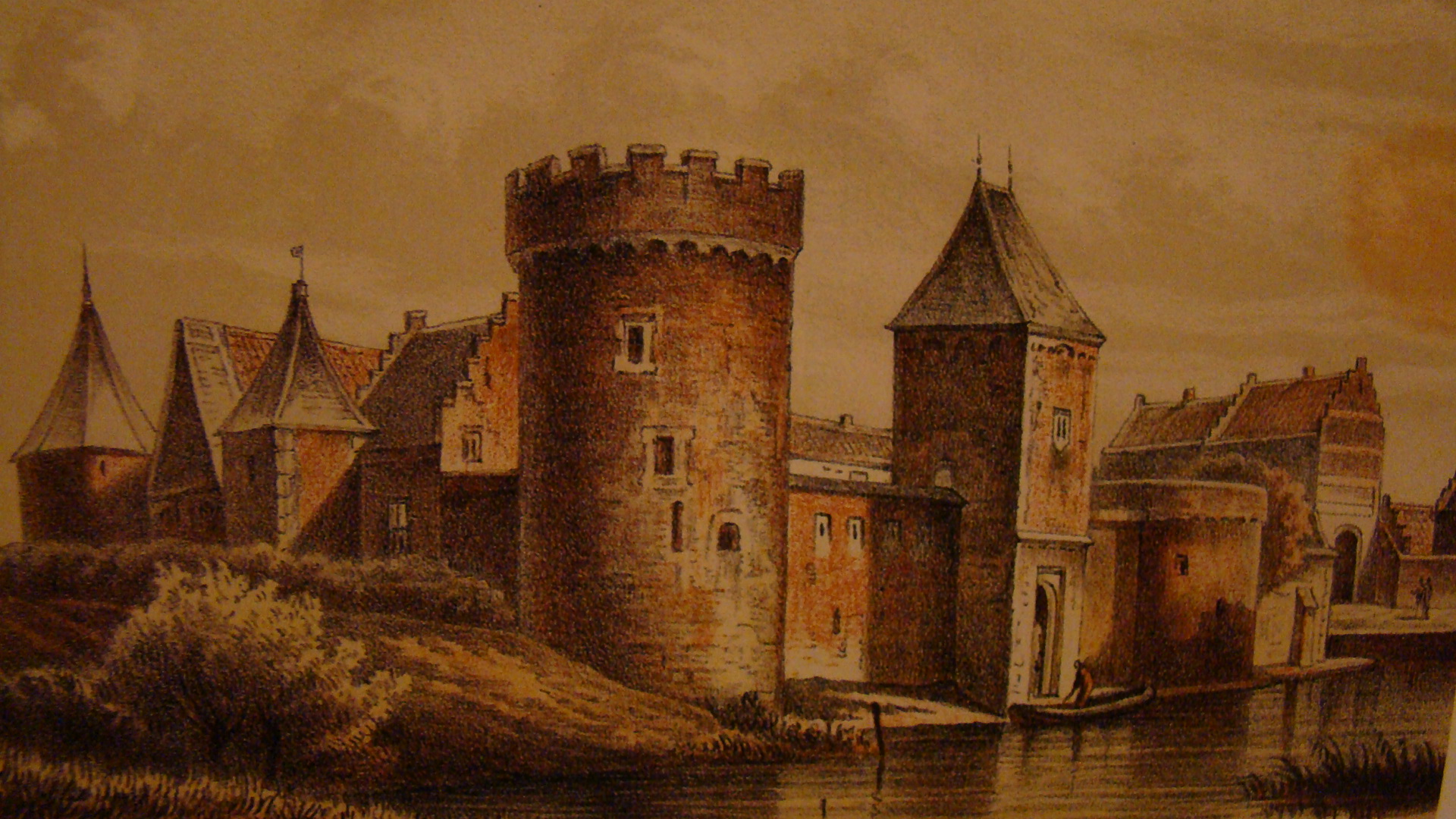
Kasteel Medemblik op een oude prent
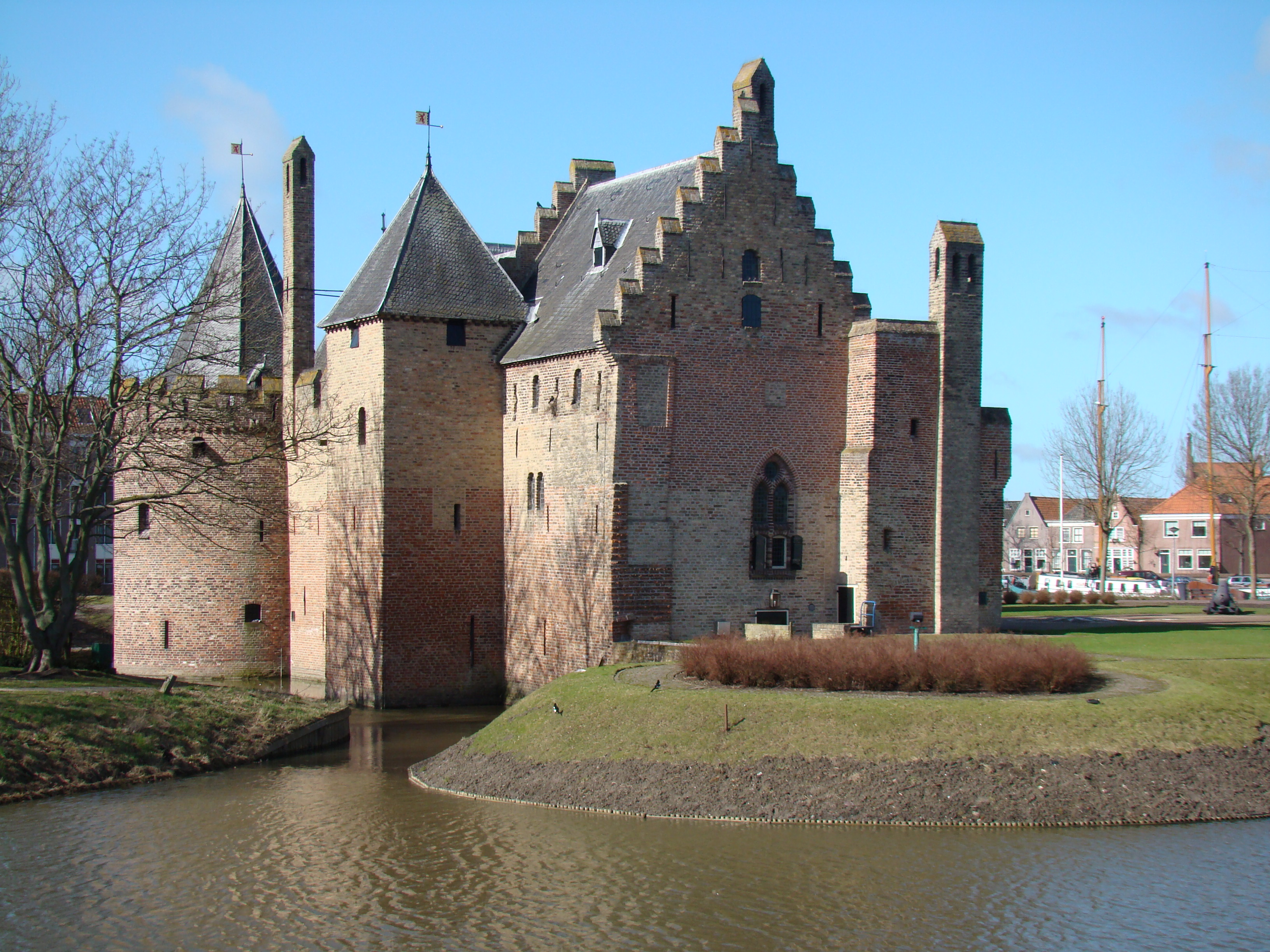
De achterzijde van het kasteel met op de voorgrond een contour van een ronde toren die daar gestaan heeft.
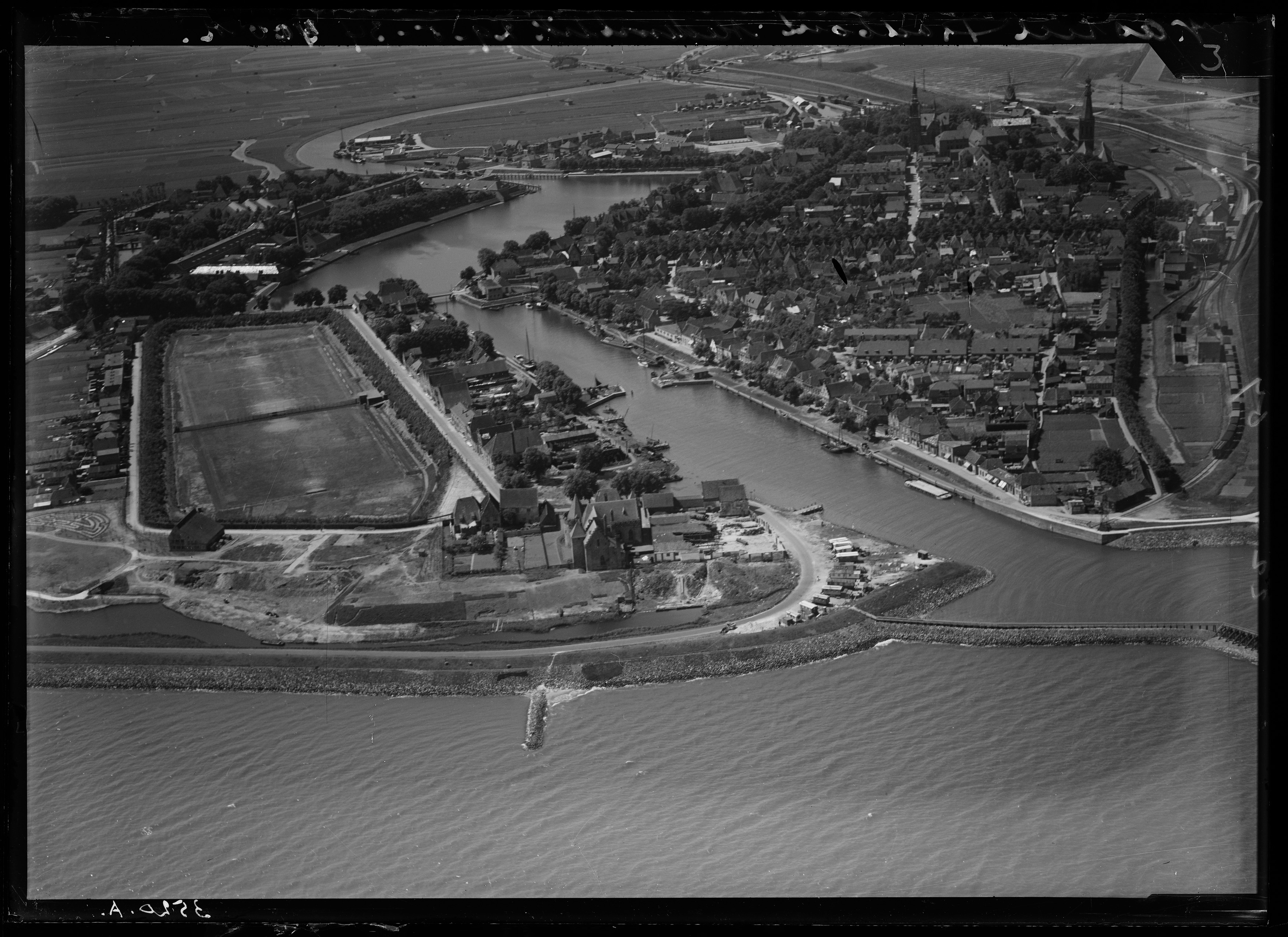
Luchtfoto van Medemblik (periode 1920-1940), met op de voorgrond Kasteel Radboud.